# Drużynowe Mistrzostwa Europy w Chodzie Sportowym 2021
1. Drużynowe Mistrzostwa Europy w Chodzie Sportowym – zawody lekkoatletyczne w chodzie sportowym organizowane pod auspicjami European Athletics, które odbyły się 16 maja 2021 w czeskich Podiebradach. Zawody zastąpiły w kalendarzu puchar Europy w chodzie sportowym.
Polska reprezentacja liczyła 13 zawodników: siedmiu mężczyzn i sześć kobiet.
Po raz pierwszy w historii zawodów pojawiła się rywalizacja w chodzie na 35 kilometrów kobiet, w której po raz pierwszy uczestniczyły panie podczas mistrzostw świata w 2022 roku.

## Rezultaty

### Mężczyźni
| Konkurencja:                       | 1. miejsce                                                                           | Rezultat   | 2. miejsce                                                                            | Rezultat   | 3. miejsce                                                             | Rezultat   |
| Chód na 10 km juniorów             | Jose Luis Hidalgo                                                                    | 41:35 PB   | Paul McGrath                                                                          | 41:51      | Serhat Güngör                                                          | 42:20      |
| Chód na 10 km juniorów (drużynowo) | Hiszpania · Jose Luis Hidalgo · Paul McGrath · Pablo Pastor                          | 3 pkt.     | Francja · Dimitri Durand · Lucas Dreville · Florian Peter                             | 12 pkt.    | Turcja · Serhat Güngör · Mustafa Tekdal                                | 15 pkt.    |
| Chód na 20 km                      | Perseus Karlström                                                                    | 1:18:54    | Álvaro Martín                                                                         | 1:19:14 PB | Diego García                                                           | 1:19:19 SB |
| Chód na 20 km (drużynowo)          | Hiszpania · Álvaro Martín · Diego García · Miguel Ángel López · Luís Alberto Amezcua | 9 pkt.     | Włochy · Francesco Fortunato · Massimo Stano · Federico Tontodonati · Matteo Giupponi | 24 pkt.    | Niemcy · Nils Brembach · Christopher Linke · Leo Köpp · Hagen Pohle    | 43 pkt.    |
| Chód na 50 km                      | Marc Tur                                                                             | 3:47:40 PB | Aleksi Ojala                                                                          | 3:48:25 SB | Andrea Agrusti                                                         | 3:49:52 PB |
| Chód na 50 km (drużynowo)          | Włochy · Andrea Agrusti · Marco De Luca · Michele Antonelli · Stefano Chiesa         | 23 pkt.    | Niemcy · Nathaniel Seiler · Karl Junghannß · Carl Dohmann                             | 24 pkt.    | Ukraina · Iwan Banzeruk · Wałerij Litaniuk · Ihor Hławan · Anton Radko | 41 pkt.    |

### Kobiety
| Konkurencja:                       | 1. miejsce                                                                          | Rezultat   | 2. miejsce                                                                                    | Rezultat   | 3. miejsce                                                                                    | Rezultat   |
| Chód na 10 km juniorek             | Eliška Martínková                                                                   | 45:46 PB   | Adriana Viveiros                                                                              | 47:01 PB   | Maële Biré-Heslouis                                                                           | 47:05 PB   |
| Chód na 10 km juniorek (drużynowo) | Portugalia · Adriana Viveiros · Inês Mendes · Bruna Marques                         | 7 pkt.     | Francja · Maële Biré-Heslouis · Elvina Carré                                                  | 7 pkt.     | Czechy · Eliška Martínková · Klára Hlaváčová · Jana Zikmundová                                | 15 pkt.    |
| Chód na 20 km                      | Antonella Palmisano                                                                 | 1:27:42 SB | María Pérez García                                                                            | 1:28:03 SB | Laura García-Caro                                                                             | 1:28:07 PB |
| Chód na 20 km (drużynowo)          | Hiszpania · María Pérez García · Laura García-Caro · Raquel González · Júlia Takács | 9 pkt.     | Ukraina · Ołena Sobczuk · Hanna Szewczuk · Ludmyła Olanowśka                                  | 21 pkt.    | Włochy · Antonella Palmisano · Valentina Trapletti · Nicole Colombi · Mariavittoria Becchetti | 23 pkt.    |
| Chód na 35 km                      | Antigoni Drismbioti                                                                 | 2:49:55 PB | Eleonora Giorgi                                                                               | 2:51:05 SB | Lidia Barcella                                                                                | 2:51:50 PB |
| Chód na 35 km (drużynowo)          | Włochy · Eleonora Giorgi · Lidia Barcella · Federica Curiazzi · Beatrice Foresti    | 13 pkt.    | Grecja · Antigoni Drismbioti · Kiriaki Filtisaku · Christina Papadopulu · Efstatia Kurkutsaki | 18 pkt.    | Białoruś · Nadzieja Darażuk · Anastasija Rodzkina · Nastassia Jacewicz                        | 23 pkt.    |